# La Dafne
La Dafne är en italiensk opera (favola in musica) i prolog och en akt med musik av Marco da Gagliano och libretto av Ottavio Rinuccini efter Ovidius epos Metamorfoser.

## Historia
Tillsammans med sin äldre kollega Jacopo Peri var Gagliano en av de ledande kompositörerna av tidig opera i Florens. Han kom i kontakt med Ferdinando Gonzaga, hertig av Mantua, med vilken han uppehöll en regelbunden korrespondens. 1607 grundade Gagliano den första florentinska akademien tillägnad musiken, Accademia degli Elevati. Samma år beställde Gonzaga en ny operaversion av Rinuccinis libretto Dafne som tidigare hade tonsatts av Peri 1597 (och som räknas som den första operan). Gaglianos version var tänkt för festligheterna kring bröllopet mellan hertig Francesco Gonzaga och Margareta av Savoyen. Bröllopet blev uppskjutet och operan uppfördes i samband med karnevalen i februari 1608. En privat föreställning av La Dafne gavs i Florens hos Don Giovanni de' Medici den 9 februari 1611. 
Rinuccini reviderade och utökade sitt libretto till Gagliano, men handlingen förblev i princip densamma som Peri hade tonsatt. Det finns inga scenindelningar i partituret men körstyckena delar in verket i sex scener. Gagliano var påverkad av Peris verk Dafne och Euridice. Han anammade Peris intensiva, känslosamma recitativ och berikade det vidare med sina egna erfarenheter av polyfona madrigaler. Körerna, mellanspelen och ariorna är mer fulländade och Gaglianos musik närmar sig Claudio Monteverdis opera Orfeo (1607) både i sin användning av ett brett spektrum av stilar och genrer, samt i sitt distinkta sätt att specificera hur operan skulle framföras. För första gången anges att orkestern skall sitta framför scenen. Gagliano ger dessutom precisa instruktioner för regi och tolkning.

## Personer
- Dafne (sopran)
- Apollo (tenor)
- Venere (Venus) (sopran)
- Amore (sopran)
- Ovidio (Ovidius)
- Tirsi (kastratsångare)

## Handling
Ovidio framför prologen. En samling av nymfer och herdar kommer in, och ber om frälsning från draken som attackerar deras skördar. Apollo dräper draken. Venere och Amor avundas guden hans förmåga. Amor svär att hämnas på halvguden. Apollo träffar Dafne och förälskar sig i henne men hon avvisar hans närmanden. Hon flyr och Amor triumferar. Budbäraren Tirsi rapporterar att för att undvika Apollo förvandlade Dafne sig till ett lagerträd. Kören sörjer hennes öde alltmedan Apollo träder in och beklagar sin förlust. Han svär trohet till trädet och till konsten.